# Härsken på ringen
Härsken på Ringen (originaltitel: Bored of the Rings) är en bok skriven 1969 av Henry N. Beard och Douglas C. Kenney, som senare grundade humortidningen National Lampoon. Boken översattes till svenska av Lena Karlin och gavs ut 2003 av Alfabeta Bokförlag.
Boken är en parodi på J.R.R. Tolkiens verk om Härskarringen (originaltitel: Lord of the Rings).

## Karaktärer
| Namn i Härsken på ringen | Anspelar på                                 | Namn i Härskarringen |
| ------------------------ | ------------------------------------------- | -------------------- |
| Dildo Dragger            | dildo                                       | Bilbo Baggins        |
| Frito                    | ett amerikanskt chipsfabrikat               | Frodo                |
| Skam                     | (i originalet Spam) Namlek på Samwise Gamgi | Samwise Gamgi        |
| Goodguy Gråtand          | Engelska för "shysst snubbe"                | Gandalf              |
| Pepsi                    | Läskedrycken med samma namn                 | Peregrin Took        |
| Pommac                   | Läskedrycken med samma namn                 | Meriadoc Vinbock     |
| Arrowroot (Glidstige)    | Kryddan arrowroot                           | Aragorn              |
| Strimli                  | Namnlek på Gimli                            | Gimli                |
| Legolam                  | Namnlek på Legolas                          | Legolas              |
| Bromid                   | Bromid, en anjon                            | Boromir              |
| Storuman                 | Storuman                                    | Saruman              |
| Goddamn                  | Engelska för "Fan också"                    | Gollum               |

## Andra parodier på Härskarringen
- Bimbo - nu tjänar vi lite till